# Lygodactylus tchokwe
Lygodactylus tchokwe (чоквейський карликовий гекон) — вид геконоподібних ящірок родини геконових (Gekkonidae). Ендемік Анголи. Описаний у 2020 році. 

## Поширення і екологія
Чоквейські карликові гекони мешкають на сході Анголи, в провінціях Південна Лунда і Мошико, можливо, також в Північній Лунді та в сусідніх районах на півдні ДР Конго та на заході Замбії. Вони живуть в тропічних лісах, рідколіссях і саванах.